# Апсала (Міннесота)
Апсала (англ. Upsala) — місто (англ. city) в США, в окрузі Моррісон штату Міннесота. Населення — 487 осіб (2020).

## Географія
Апсала розташована за координатами 45°48′46″ пн. ш. 94°33′49″ зх. д. / 45.81278° пн. ш. 94.56361° зх. д. (45.812879, -94.563713).  За даними Бюро перепису населення США в 2010 році місто мало площу 8,38 км², з яких 8,38 км² — суходіл та 0,00 км² — водойми.

## Демографія

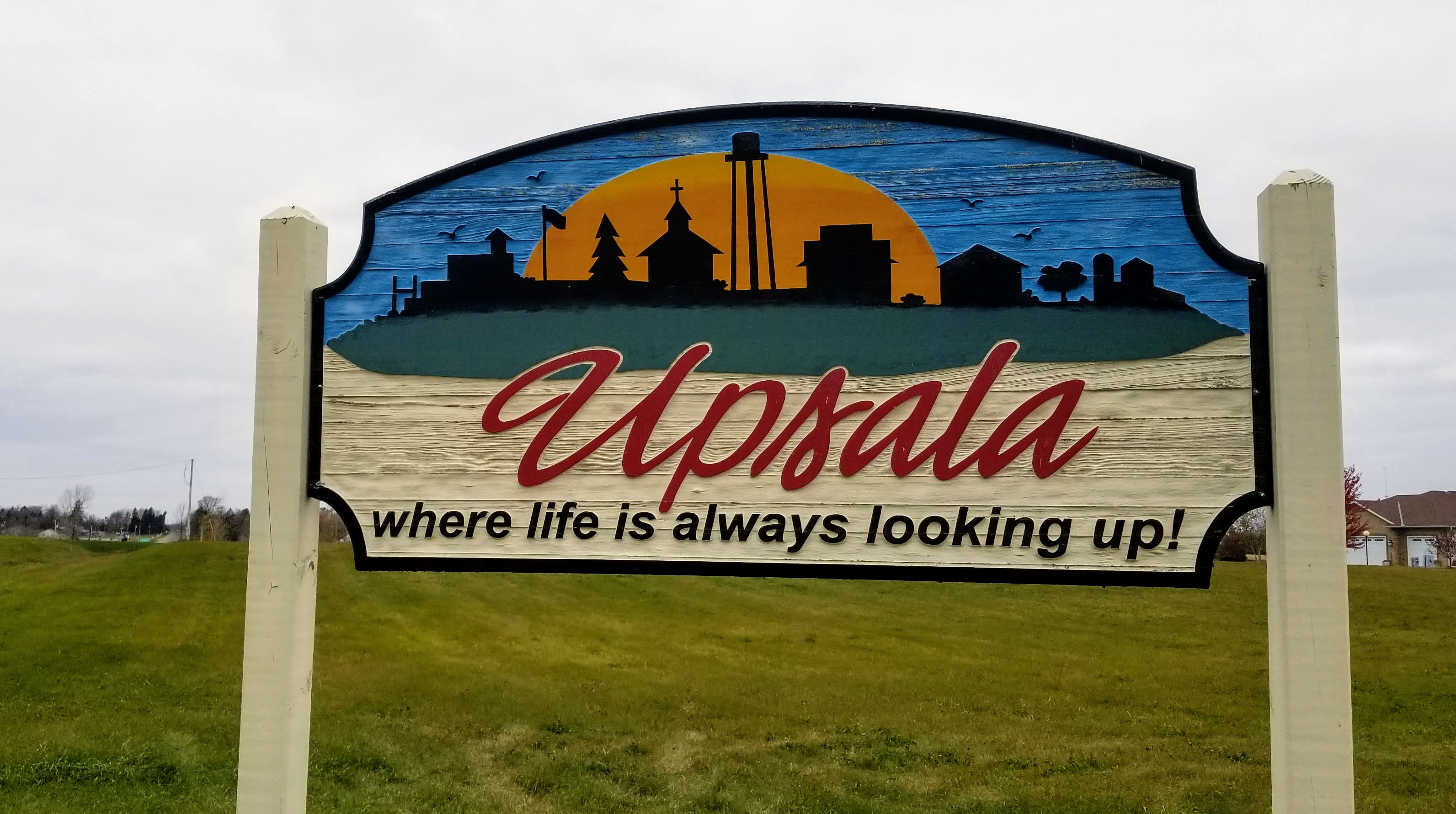
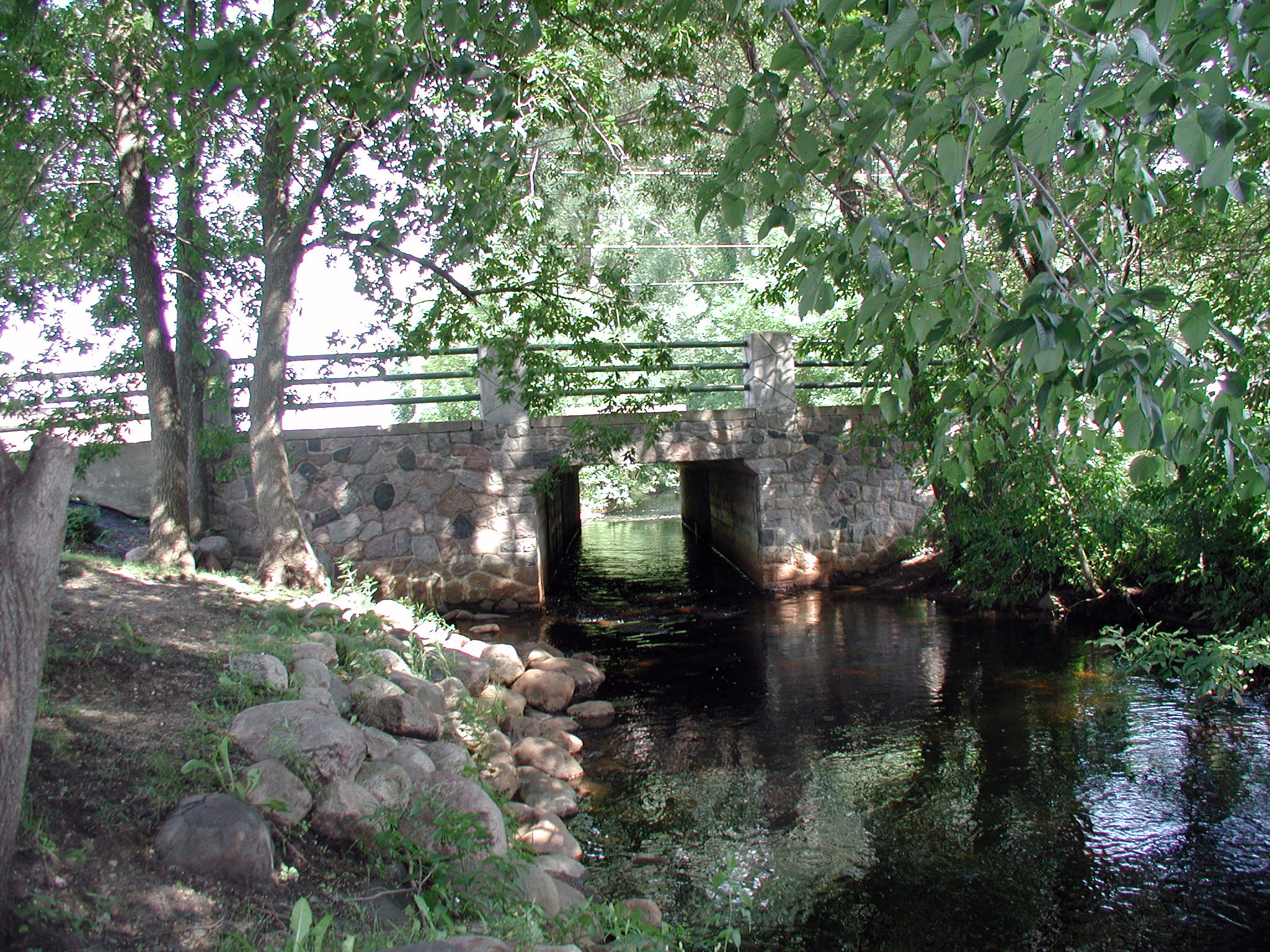
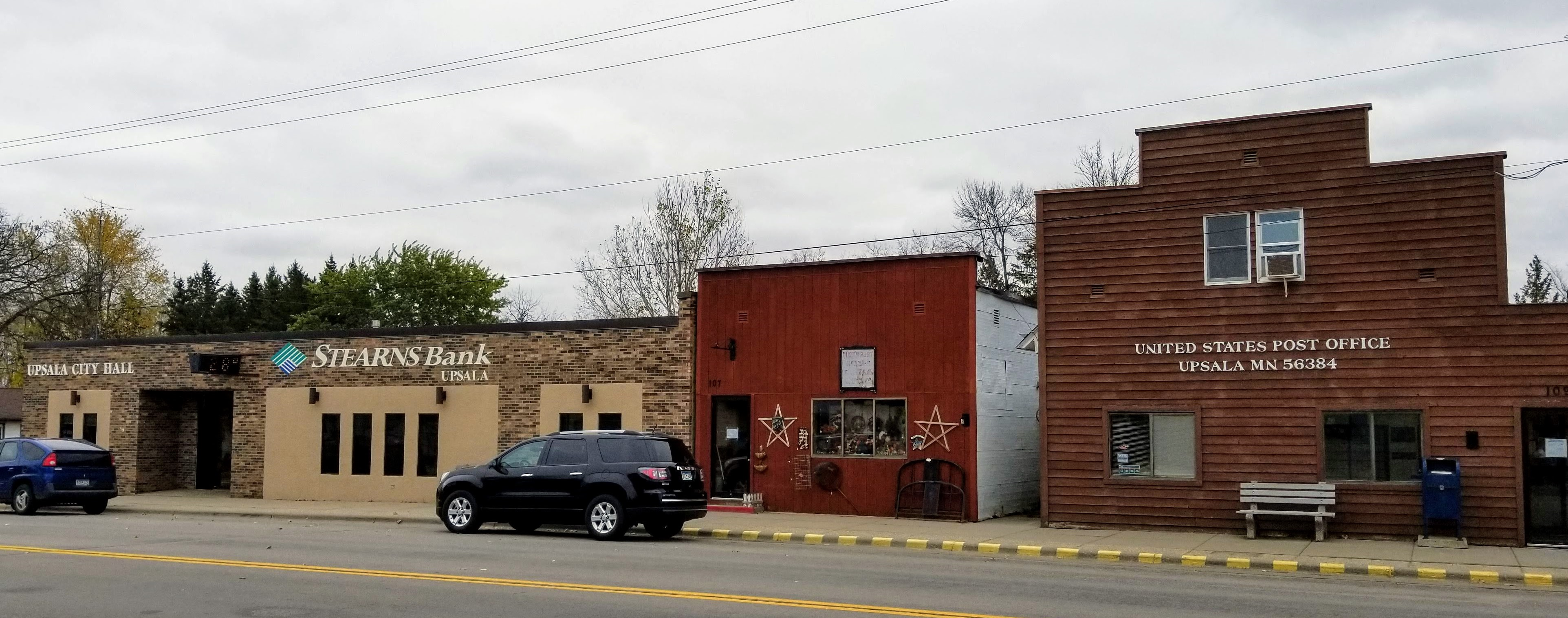
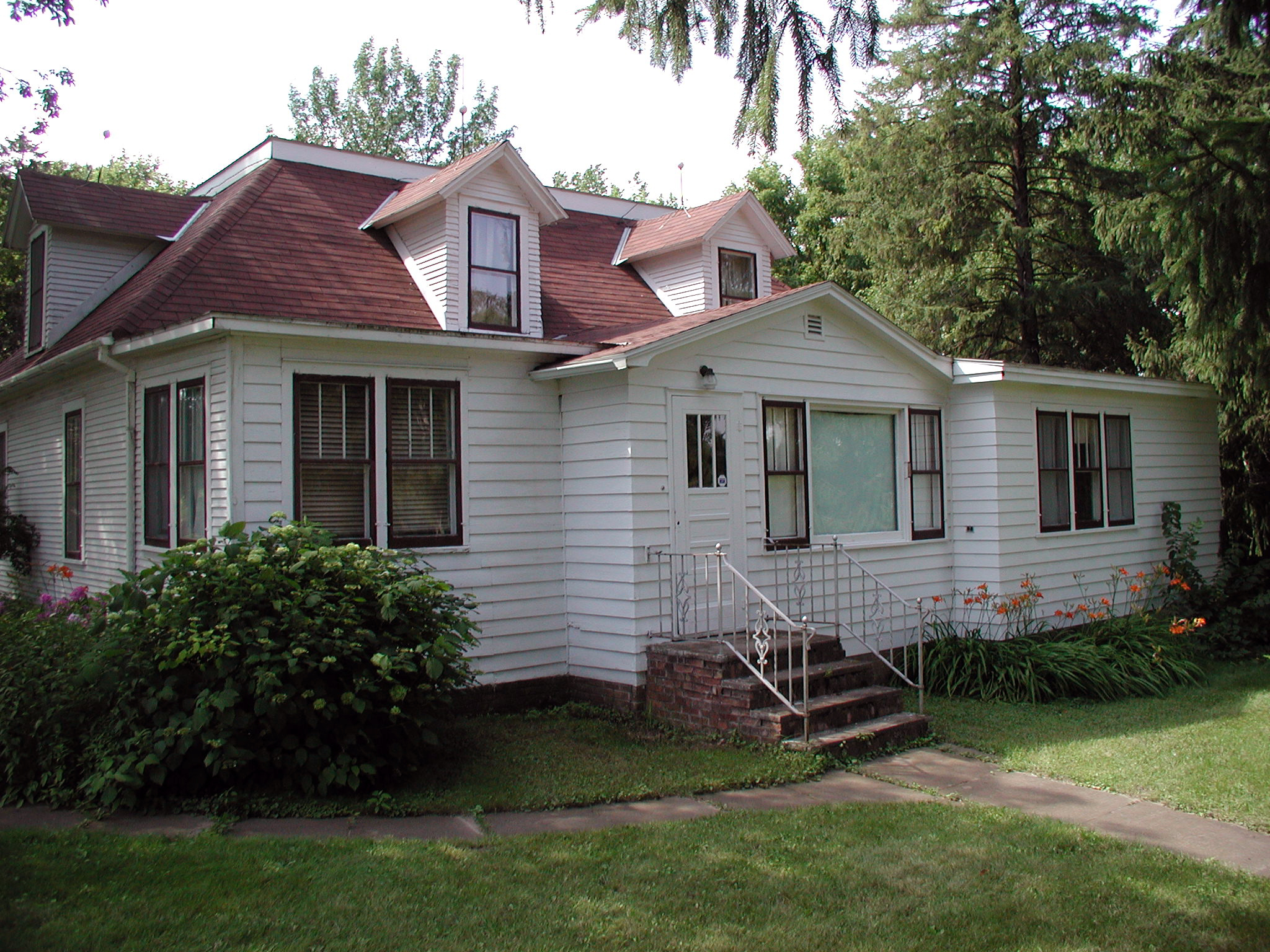
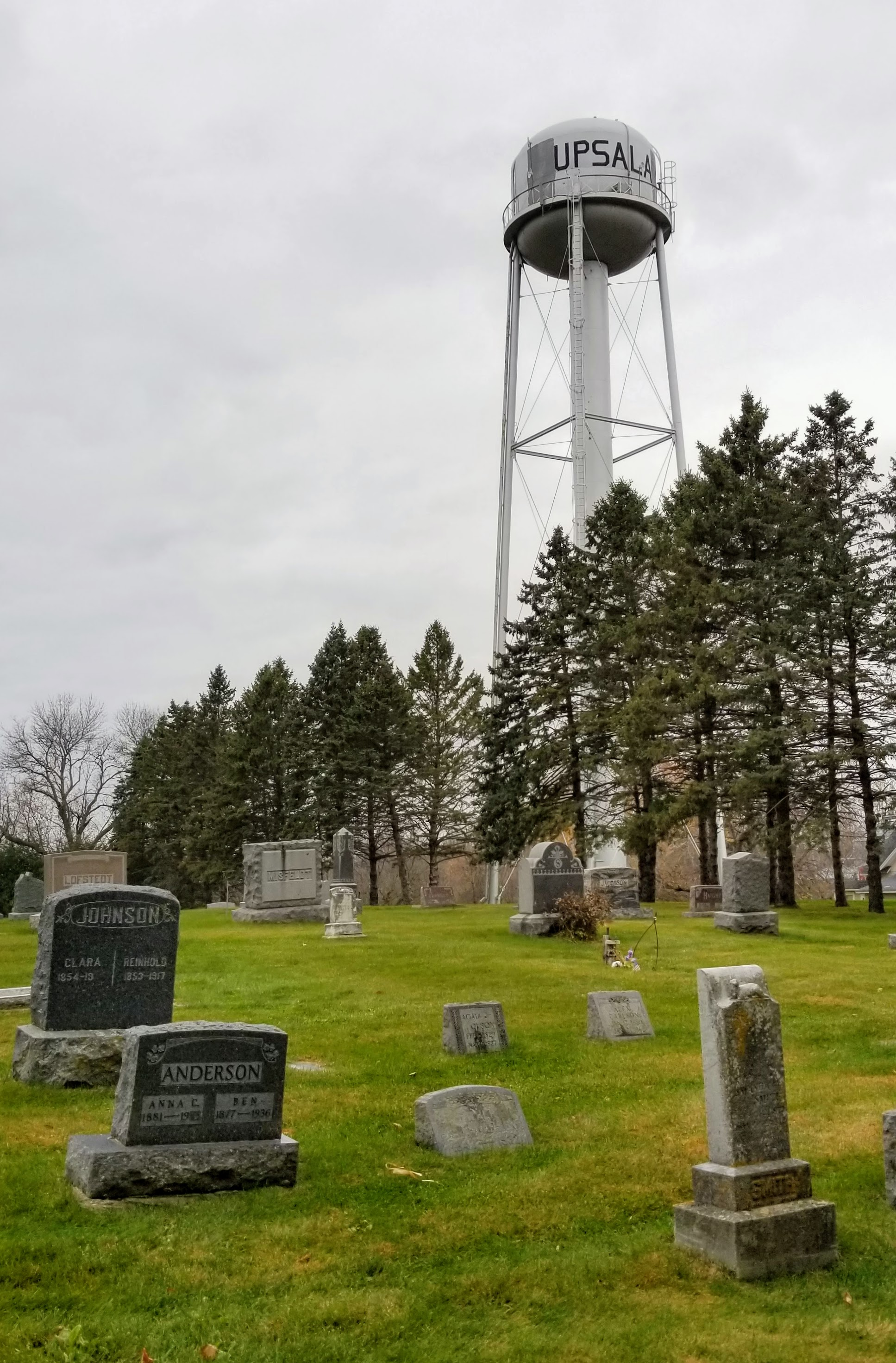

Згідно з переписом 2010 року, у місті мешкало 427 осіб у 188 домогосподарствах у складі 115 родин. Густота населення становила 51 особа/км².  Було 211 помешкання (25/км²).
Расовий склад населення:
| - 95,6 % — білих - 0,9 % — чорних або афроамериканців - 0,7 % — корінних американців - 0,5 % — азіатів - 0,2 % — вихідців з тихоокеанських островів - 1,4 % — осіб інших рас |

До двох чи більше рас належало 0,7 %. Частка іспаномовних становила 4,0 % від усіх жителів.
За віковим діапазоном населення розподілялося таким чином: 24,1 % — особи молодші 18 років, 54,6 % — особи у віці 18—64 років, 21,3 % — особи у віці 65 років та старші. Медіана віку мешканця становила 40,6 року. На 100 осіб жіночої статі у місті припадало 88,9 чоловіків;  на 100 жінок у віці від 18 років та старших — 89,5 чоловіків також старших 18 років.
Середній дохід на одне домашнє господарство  становив 61 202 долари США (медіана — 54 688), а середній дохід на одну сім'ю — 70 432 долари (медіана — 60 694). Медіана доходів становила 53 750 доларів для чоловіків та 32 143 долари для жінок. За межею бідності перебувало 14,1 % осіб, у тому числі 10,5 % дітей у віці до 18 років та 16,9 % осіб у віці 65 років та старших.
Цивільне працевлаштоване населення становило 233 особи. Основні галузі зайнятості: освіта, охорона здоров'я та соціальна допомога — 18,0 %, виробництво — 16,7 %, транспорт — 15,9 %, роздрібна торгівля — 15,5 %.